# Disorder (groupe)
Disorder est un groupe de punk rock britannique, originaire de Bristol, en Angleterre . Il est formé en 1980 et a existé sous différentes formations depuis. Disorder est un groupe  engagé politiquement.

## Biographie
Disorder est formé en 1980 à Bristol, en Angleterre,,. La formation originale comprend Steve Curtis (chant), Steve Allen (guitare), Nick Peters (basse), et Virus (batterie), avant que Steve Robertson ne soit remplacé par Peters ; cette formation enregistre deux EP. 
Le groupe envoie une cassette démo au label de punk local Riot City Records, qui refusera de les signer ; à la place, le groupe forme son propre label, Disorder Records, avec Heartbeat Records et le patron de Riot City, Simon Edwards. Une série d'événements mènent à des changements de formation : Robertson se sépare de sa compagne Beki Bondage (de Vice Squad) et commence à sniffer de la colle. Virus est appréhendé par la police pour une histoire de nouvel équipement de batterie, et Dean part avant d'être recruté comme agent d'entretien à Taunton. Il est remplacé par Taf (Phil Lovering, ex-The X-Certs), qui s'occupera de la basse, Taf reste le seul membre consistant pendant les années qui suivent. Disorder prend part au mouvement protest punk et devient l'un des groupes qui projettent la scène musicale punk de Bristol au début des années 1980.
Leur premier album, Under the Scalpel Blade, est publié en 1984. Le groupe se relocalise en Norvège au milieu des années 1980, où ils enregistrent un split album avec Kafka Prosess.
Le groupe se popularise en Europe, aux États-Unis, et au Japon. Les rééditions de leurs anciens albums gagnent l'intérêt des fans et le groupe décide de republier en 2005, Kamikaze, considéré par AllMusic comme le meilleur album de Disorder.

## Discographie

### Albums studio
- 1984 : Under the Scalpel Blade (Disorder Records)
- 1985 : Gi Faen I Nasjonaliteten Din Live (Live in Oslo) (Disorder)
- 1986 : One Day Son, All This Will Be Yours (Disorder) (split avec Kafka Prosess)
- 1989 : Violent World (Disorder, 1989)
- 1991 : Masters of the Glueniverse (Desperate Attempt) (split avec Mushroom Attack)
- 1991 : Senile Punks.. (Bastard Records)
- 1997 : Sliced Punx on Meathooks (Anagram)
- 2015 : UK V's Japan Noizecore Wars 2
- 2015 : Human Cargo
- 2015 : Live In Sneek

### Singles et EP
- 1981 : Complete Disorder EP (Disorder)
- 1981 : Distortion to Deafness EP (Disorder)
- 1982 : Perdition (Disorder Records)
- 1983 : Mental Disorder EP (Disorder)
- 1988 : More Noize EP (Filthy Fucking Punx)
- 1994 : Pain, Headache, Depression EP (Trujaca Fala)
- 2002 : We're Still Here (Counteract Recordings)
- 2005 : Kamikaze (Anagram)
- 2014 : Dawn of the Miserables (split avec Vivere Merda)
- 2015 : UK V's Japan Noizecore Wars

### Rééditions et compilations
- Complete Disorder: The Singles 12" EP (Disorder, 1984)
- Under the Scalpel Blade/One Day Son... CD (Anagram, 1995)
- Senile Punks (Bastard Records , Czech republic circa 1994)
- Live in Oslo/Violent World CD (Anagram, 1995)
- The Rest Home for Senile Old Punks Proudly Present... Disorder (Anagram, 1996)
- Driller Killer – The Collection CD (Cleopatra, 1995)
- The Best of Disorder CD (Anagram, 1998)
- Total Disorder (Dead Ringer, 2003)
- Riot City Years 81 – 83 (Step 1, 2005)

### Apparitions
- Punk and Disorderly LP (Abstract/Posh Boy, 1982): "Complete Disorder"
- Punk and Disorderly vol. 2 LP (Anagram, 1983): "More than Fights
- UK/DK LP (Cherry Red, 1983): "Life"
- Blitz Hits 2LP (1989): "Today's World"
- I Kill What I Eat CD (Eccocentric, 1993): "Violent World"
- We Are Gonna Fight Back Against The Pig Bastards Until We Are Dead CD (Fight Men, ?): ?
- "Euthanasia #2-The Sticky Solution" CD-Wild Arena Records. Bristol Punk Compilation 2016.

### DVD
- 20 Years in a Van (Cherry Red, 2007)
- Live in Yugoslavia 1988 (Disorder Film)
- Lve at the Queens Head (Disorder film)